# Canalete
Canalete è un comune della Colombia facente parte del dipartimento di Córdoba.
Il centro abitato venne fondato nel 1952, mentre l'istituzione del comune è del 2 febbraio 1979.